# 王必
王 必（おう ひつ、? - 218年）は、中国後漢末期の軍人・政治家。曹操に仕えた。

## 経歴
曹操が挙兵した頃から従っていた古参の部下で（「武帝紀」が引く『魏武故事』）、兗州の従事・主簿や丞相長吏を務めた。
曹操は兗州を治めていたが、ある時から長安の献帝と誼を通じることを願うようになり、まず張楊と友好関係を結び、使者の通行安全を保障させた（「董昭伝」）。
王必は献帝への使者として選ばれ、長安に派遣された。当時、朝廷を壟断していた李傕・郭汜が「曹操は献帝を否定し、新しい帝を擁立しようとしていた筈だ」とこれを怪み王必を捕えようとしたが、鍾繇の取り成しによって救われている（「鍾繇伝」）。
建安3年（198年）、曹操が呂布を捕えた時、呂布は縄を緩めるよう要請した。曹操も呂布を部下に迎えたいと内心思い、縄を緩めてやろうとしたが、王必は曹操を諌めた。結局、呂布は許されず絞首刑となった（「呂布伝」が引く『献帝春秋』）。
曹操は王必の忠誠と有能さをよく知っていたが、しばらく召し出すことも昇進させることもしなかった。しかし結局は王必を再び任用し、丞相領長吏として丞相府の統括に引き続き当たらせたという（「武帝紀」が引く『魏武故事』）。
建安23年（218年）の正月、吉本やその子である吉邈・吉穆・韋晃、少府の耿紀らを首謀者とする反乱が許昌で勃発した。丞相長史として許都にいた王必は、一時は陣営に火を放たれるなど苦戦したが、典農中郎将の厳匡と協力して吉本らの反乱を鎮圧した。
この反乱には、王必と親交があった金禕も参加しており、金禕は王必の陣営を攻撃するとき、王必側の人を内応させ、その者に王必の肩を射させ負傷させていた。一説によると、金禕が反乱軍に加わっていることを知らなかった王必が、金禕の家に助けを求めに行ったとき、家人が王必であると知らずに事件の真相を漏らしてしまったため、難を逃れたともいわれる。王必は乱鎮圧の2週間後に、その傷がもとで亡くなった（「武帝紀」が引く『三輔決録』の「注」）。
王必の死を知った曹操は激怒し、漢朝の百官を鄴に呼びつけて、乱の日に消火に加わったかどうかを尋ねた。百官らが助かりたい一心で、全員が消火に加わったと述べたところ、曹操は「消火に加わった者は反乱に協力した者」だと難癖をつけ、全員を殺害したという（「武帝紀」が引く『山陽公載記』）。

## 『三国志演義』での記述
小説『三国志演義』においても曹操の古参という設定だが、金禕らの反乱においてのみ登場する。司馬懿が「酒好きで甘い男」と評すが、曹操は「古参の忠臣でそれなりに優秀だ」という理由で、近衛軍の指揮官に任命している。しかし、その直後に反乱が起こり流れ矢によって負傷してしまい、曹休の下に助けを求めに行く。曹休の働きによって反乱勢力が一掃されると、王必は史実通りその傷がもとで病死している。